# Gortyna joannisi
Gortyna joannisi là một loài bướm đêm trong họ Noctuidae.